# Manuscrits de l'Institut
Les Manuscrits de l'Institut constituent une collection d'écrits essentiellement scientifiques de Léonard de Vinci. Ils tirent leur nom de leur propriétaire actuel, l'Institut de France, où Napoléon Bonaparte les verse en 1795. Ils se présentent sous la forme de 12 carnets numérotés de A à M (avec omission du J).
Ces manuscrits donnent un aperçu de l'esprit de ce penseur, artiste et scientifique de la Renaissance notamment dans les domaines de l'optique, l'hydrologie et les machines hydrauliques, l'architecture, la géométrie, la physique, l'astronomie, la géologie, le vol des oiseaux ou la botanique.

## Histoire
En 1582, apprenant le désintérêt de la famille de Francesco Melzi pour les documents de Léonard de Vinci, dont avait hérité son élève, Pompeo Leoni, un sculpteur italien au service de Philippe II d’Espagne, s'en porte acquéreur et les transfère en 1590 à Madrid où il travaille. À sa mort en octobre 1608, son fils Miguel Angel en hérite. En 1622, une partie des carnets sont achetés par Galeazzo Arconati qui en fait don en 1636 à la Bibliothèque Ambrosienne de Milan,. Ces carnets sont saisis en 1795 par Napoléon Bonaparte et sont transférés à l'Institut de France : or, à la suite de la chute de l'Empire en 1815, tous les biens saisis par le régime en terres étrangères sont restitués mais les petits carnets de l'Institut, ni réclamés ni repérés, sont oubliés par les vainqueurs. Seul le carnet qui avait été entreposé dans la Bibliothèque Nationale — qui deviendra le Codex Atlanticus — retourne à Milan.

## Description et contenu

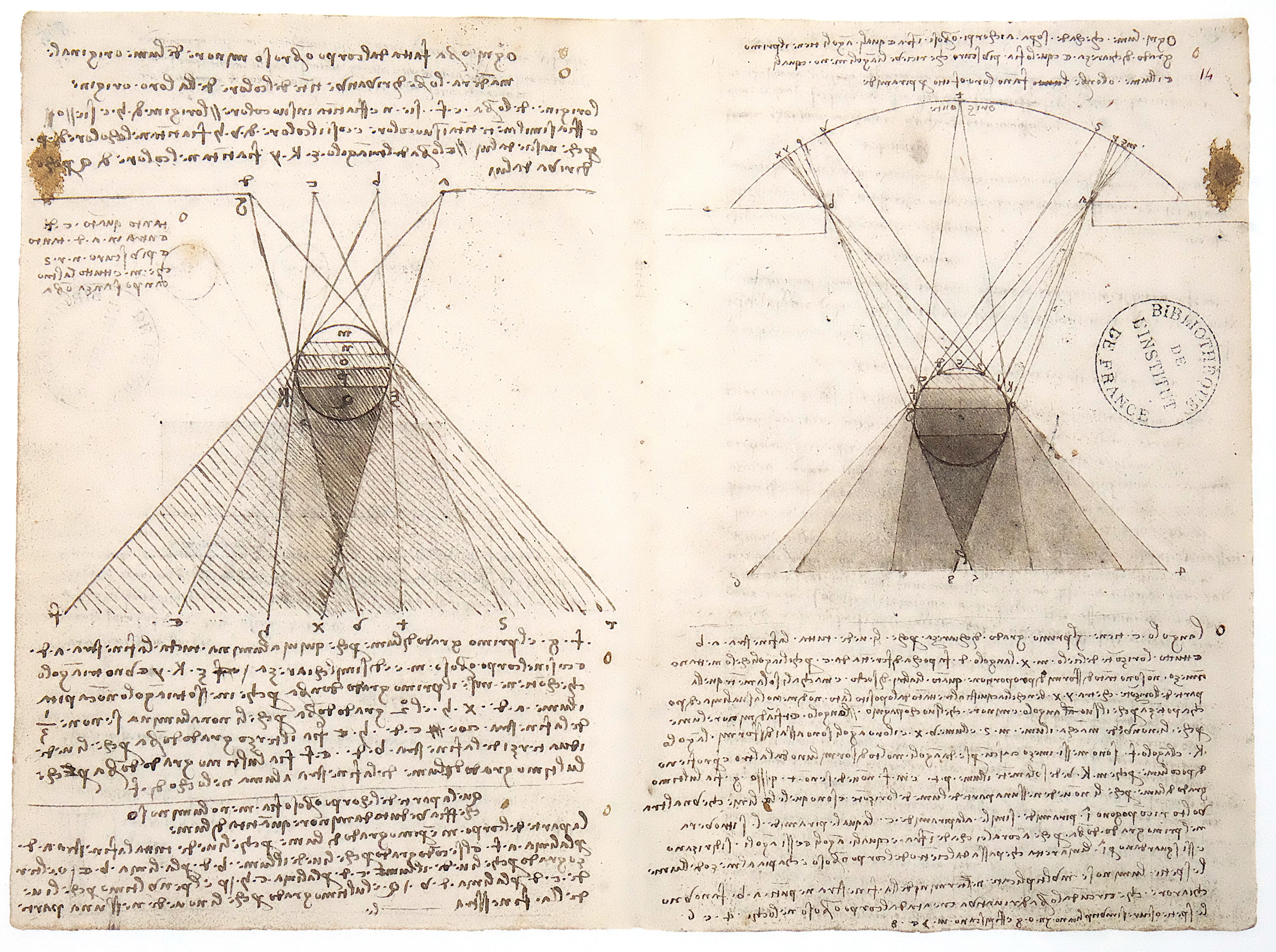
Expériences d’optique, étude des ombres, vers 1490-1492, Manuscrit A bis, Paris, Bibliothèque de l'Institut de France, fol. 13v-14r.

Les Manuscrits de l'Institut forment un ensemble de 12 carnets de format réduit et numérotés A, B, C, D, E, F, G, H, I, K, L et M.
Fait notable — et contrairement à de nombreux autres codex du maître —, ils gardent « la structure et la composition que leur avait données Léonard ».
Considérés dans l'ordre chronologique, ils se composent ainsi :
- Manuscrit B écrit vers 1487-1489. Il traite surtout de l'ingénierie et l'architecture militaires[3] ;
- Manuscrit C ouvert en 1490. Il s'intéresse surtout à l'optique[5] et aux rapports entre l'ombre et la lumière[3] ;
- Manuscrit D achevé vers 1491[3], il se penche sur l'optique[5] ;
- Manuscrit A écrit vers 1490-1492, il traite surtout du mouvement[3] ;
- Manuscrit H écrit vers 1493-1494, il se penche surtout sur le thème de l'eau[3] ;
- Manuscrit I écrit vers 1493-1494, il aborde des sujets divers[3] ;
- Manuscrit L écrit entre 1497 et 1504, il parle de divers projets militaires[3] ;
- Manuscrit M écrit vers 1499-1500, il concerne la géométrie et la physique[6] ;
- Manuscrit K écrit vers 1503-1507, il concerne la géométrie[3] ;
- Manuscrit F ouvert le 12 septembre 1508 à Milan, il se penche sur des sujets divers dont l'astronomie, l'optique, la géologie, le vol des oiseaux[7] mais surtout l'hydraulique[3] ;
- Manuscrit G écrit vers 1510-1511 puis en 1515, il traite surtout de botanique[3] ;
- Manuscrit E écrit vers la fin de sa vie, Léonard y travaille surtout sur le vol des oiseaux et sur son projet de machine volante[3].